# Micrixalidae
Micrixalidae là một họ động vật lưỡng cư trong bộ Anura. Họ này có 1 chi với 24 loài, đặc hữu Tây Ghats, Ấn Độ. Trước khi được nâng cấp thành một họ thì chúng được phân loại như là phân họ Micrixalinae trong họ Ranidae.
Ếch của chi Micrixalus được biết đến trong tiếng Anh như là dancing frog (ếch khiêu vũ, ếch nhảy múa, ếch vũ công) do tập tính vung vẩy uốn lượn chân kỳ dị của các con ếch đực để thu hút ếch cái trong mùa sinh sản. Các loài ếch trong họ này là cực kỳ dễ thương tổn do môi trường sống của chúng bị đe dọa nghiêm trọng.

## Phân loại
Họ Micrixalidae gồm 24 loài sau:
- Chi Micrixalus
  - Nhóm Micrixalus elegans
    - Micrixalus candidus[6]
    - Micrixalus elegans
    - Micrixalus kurichiyari[6]
    - Micrixalus niluvasei[6]
    - Micrixalus sairandhri[6]
    - Micrixalus spelunca[6]
    - Micrixalus uttaraghati[6]

  - Nhóm Micrixalus fuscus
    - Micrixalus adonis[6]
    - Micrixalus fuscus
    - Micrixalus herrei
    - Micrixalus kodayari[6]
    - Micrixalus mallani[6]
    - Micrixalus nelliyampathi[6]

  - Nhóm Micrixalus nudis
    - Micrixalus gadgili
    - Micrixalus nudis[6]
    - Micrixalus sali[6]
    - Micrixalus thampii

  - Nhóm Micrixalus saxicola
    - Micrixalus kottigeharensis (bao gồm cả Micrixalus narainensis và Micrixalus swamianus)
    - Micrixalus saxicola
    - Micrixalus specca[6]

  - Nhóm Micrixalus silvaticus
    - Micrixalus frigidus[6]
    - Micrixalus nigraventris[6]
    - Micrixalus phyllophilus
    - Micrixalus silvaticus

## Hình ảnh

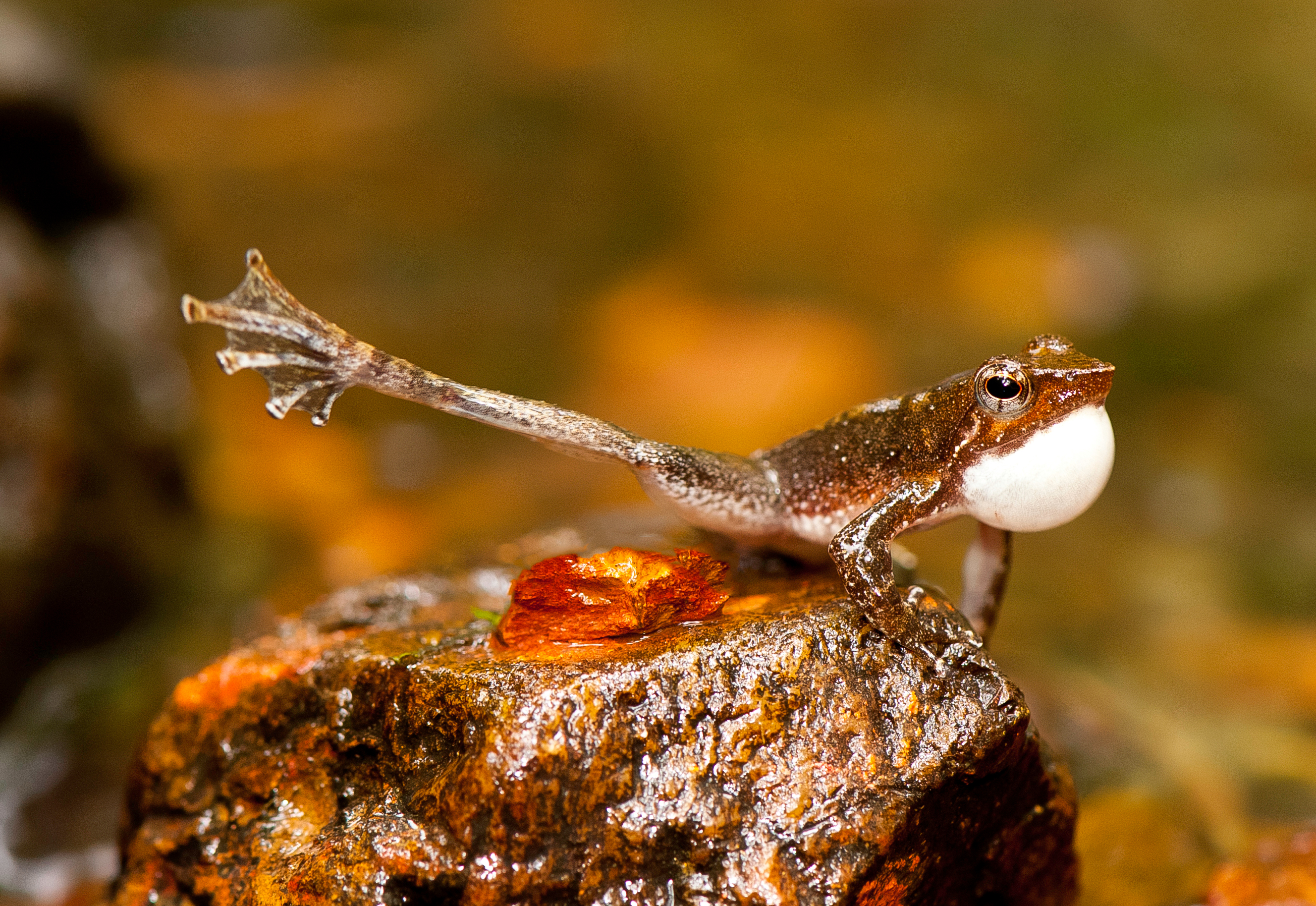
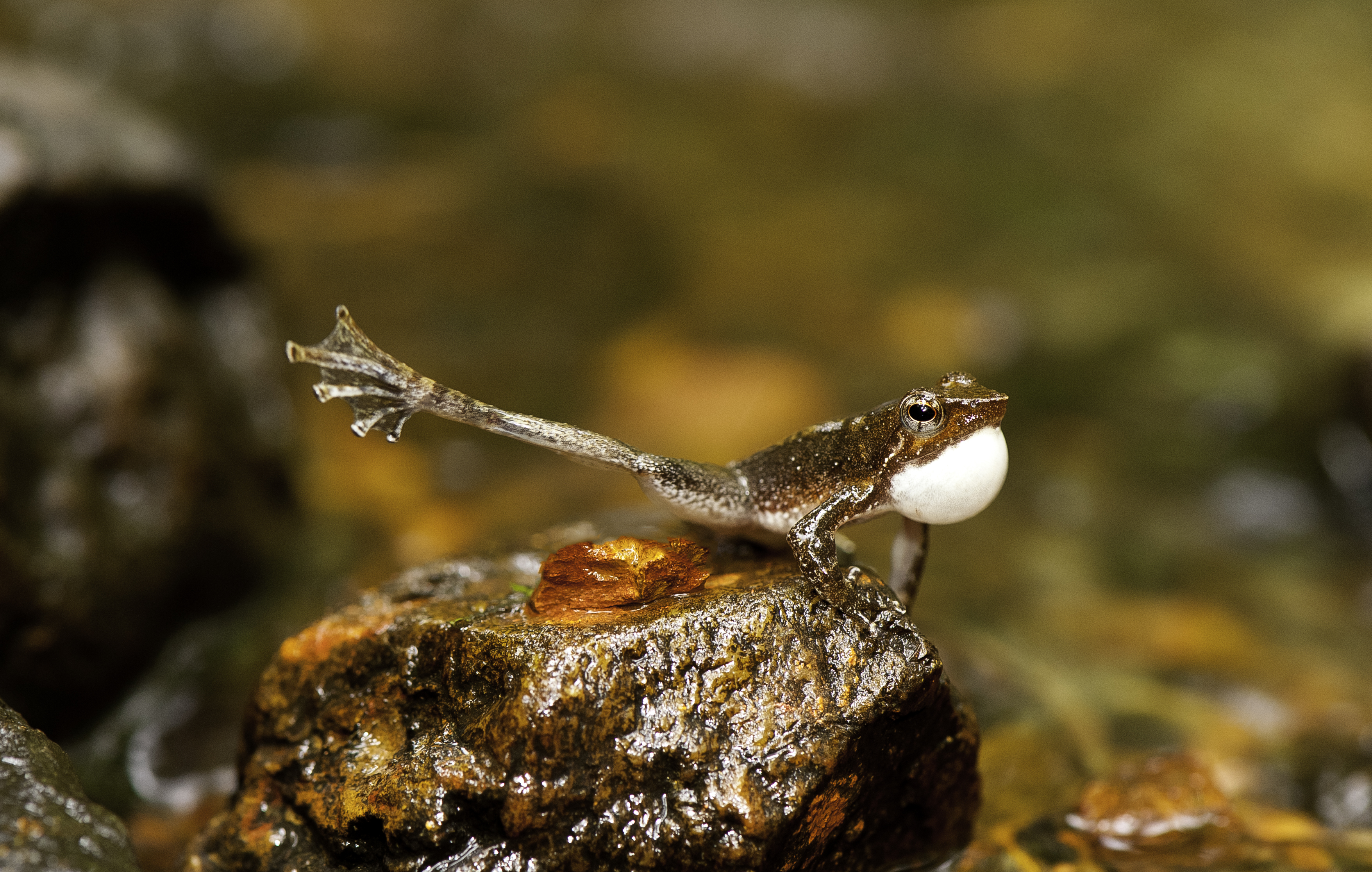
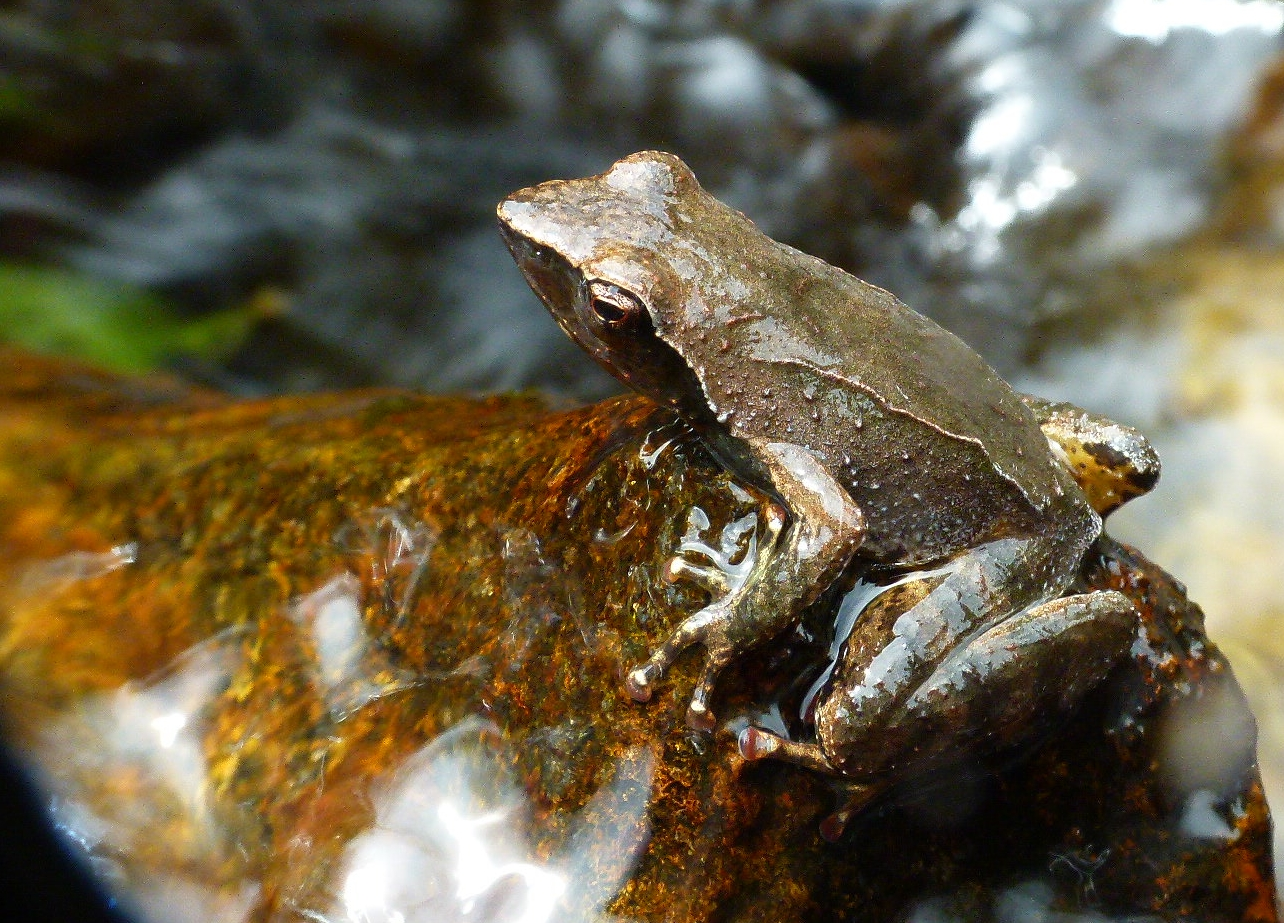